# Reuth (Weißenbrunn)
Reuth ([ʁɔɪ̯t] ) ist ein Gemeindeteil von Weißenbrunn im Landkreis Kronach (Oberfranken, Bayern).

## Geographie
Das Dorf Reuth bildet mit dem nördlich gelegenen Thonberg eine geschlossene Siedlung. Sie liegt am Leßbach, einem linken Zufluss der Rodach. Die Kreisstraße KC 5 führt nach Hummendorf (1,4 km westlich) bzw. zur Bundesstraße 85 (0,6 km östlich). Eine Gemeindeverbindungsstraße führt an Neu- und Untertennig vorbei nach Eichenbühl (1,5 km südwestlich).

## Geschichte
Reuth wurde im Jahr 1434 erstmals erwähnt, als Heinrich von Redwitz zu Tüschnitz vier Sölden an Klaus von Redwitz zu Theisenort verkaufte. Nach einer Liste des Karmelitenkloster Bamberg gehörte die Siedlung, in der sieben Familien lebten, im Jahr 1520 zur Pfarrei Weißenbrunn. Im Jahr 1532 besaß Wolf Christoph von Redwitz zu Theisenort im Ort elf Seldengüter.
1600 ging Reuth im Erbfall an die von Redwitz zu Küps über. Später übten das Rittergut Küps-Theisenort der Herren von Redwitz zu Küps und das Rittergut Schmölz-Theisenort der Herren von Redwitz zu Schmölz gemeinsam die Dorf- und Gemeindeherrschaft aus. 1734 gehörten den Herren von Redwitz zu Schmölz im Ort sechs Fronsölden, ein Gütlein und zwei Häuser.
Gegen Ende des 18. Jahrhunderts gab es in Reuth 18 Anwesen. Das Hochgericht übte das Rittergut Küps-Theisenort und das Rittergut Schmölz-Theisenort aus. Sie hatten ggf. an das bambergische Centamt Kronach auszuliefern. Die Dorf- und Gemeindeherrschaft lag bei den beiden Rittergütern. Das Rittergut Küps-Theisenort war Grundherr über 6 Fronsölden, 1 Gütlein, 1 Tropfhaus und 1 Haus, das Rittergut Schmölz-Theisenort war Grundherr über 7 Fronsölden, 1 Sölde und 1 Tropfhaus.
Reuth ging durch den Reichsdeputationshauptschluss im Jahr 1803 in den Besitz des Kurfürstentums Bayern über. Mit dem Ersten Gemeindeedikt wurde Reuth dem 1808 gebildeten Steuerdistrikt Küps zugewiesen. Mit dem Zweiten Gemeindeedikt entstand 1818 die Ruralgemeinde Reuth, zu der Schaufel gehörte. Sie war in Verwaltung und Gerichtsbarkeit dem Landgericht Kronach zugeordnet und in der Finanzverwaltung dem Rentamt Kronach (1919 in Finanzamt Kronach umbenannt). In der freiwilligen Gerichtsbarkeit unterstanden einzelne Anwesen bis 1848 dem Patrimonialgericht Küps bzw. bis 1838 dem PG Schmölz. Ab 1862 gehörte Reuth zum Bezirksamt Kronach (1939 in Landkreis Kronach umbenannt). Die Gerichtsbarkeit blieb beim Landgericht Kronach (1879 in das Amtsgericht Kronach umbenannt). Die Gemeinde hatte eine Fläche von 0,925 km².
Im Jahr 1916 wurde Reuth mit der Bahnstrecke Neuses–Weißenbrunn an das Streckennetz der Königlich Bayerischen Staatseisenbahnen angeschlossen. 1995 wurde die Eisenbahnstrecke stillgelegt.
Im Zuge der Gebietsreform in Bayern wurde die Gemeinde Reuth am 1. April 1971 nach Weißenbrunn eingegliedert.

### Einwohnerentwicklung
Gemeinde Reuth
| Jahr      | 1818  | 1840   | 1852   | 1855   | 1861   | 1867   | 1871   | 1875   | 1880   | 1885   | 1890   | 1895   | 1900   | 1905   | 1910   | 1919   | 1925   | 1933   | 1939   | 1946   | 1950   | 1952   | 1961  | 1970   |
| Einwohner | 93    | 109    | 107    | 107    | 116    | 115    | 134    | 129    | 101    | 101    | 116    | 119    | 115    | 121    | 124    | 126    | 134    | 169    | 167    | 240    | 243    | 232    | 201   | 201    |
| Häuser    | 19    |        |        |        |        |        | 20     |        |        | 19     | 19     |        | 19     |        |        |        | 24     |        |        |        | 28     |        | 35    |        |
| Quelle    | [ 6 ] | [ 10 ] | [ 10 ] | [ 10 ] | [ 11 ] | [ 12 ] | [ 13 ] | [ 14 ] | [ 15 ] | [ 16 ] | [ 17 ] | [ 10 ] | [ 18 ] | [ 10 ] | [ 19 ] | [ 10 ] | [ 20 ] | [ 10 ] | [ 10 ] | [ 10 ] | [ 21 ] | [ 10 ] | [ 7 ] | [ 22 ] |

Ort Reuth
| Jahr      | 001818 | 001861 | 001871 | 001885 | 001900 | 001925 | 001950 | 001961 | 001970 | 001987 |
| Einwohner | 88     | 111    | 130    | 98     | 111    | 129    | 239    | 195    | 194    | 211    |
| Häuser    | 18     |        |        | 18     | 18     | 23     | 27     | 34     |        | 56     |
| Quelle    | [ 6 ]  | [ 11 ] | [ 13 ] | [ 16 ] | [ 18 ] | [ 20 ] | [ 21 ] | [ 7 ]  | [ 22 ] | [ 1 ]  |

## Religion
Mehrheitlich gehörten die Einwohner zur evangelischen Pfarrei in Weißenbrunn. Die Schüler gingen ursprünglich in die evangelische Bekenntnisschule in Hummendorf, spätestens seit 1928 war die evangelische Schule in Weißenbrunn zuständig. Die katholischen Einwohner gehörten zunächst zur Pfarrei in Kirchlein, spätestens seit 1954 sind sie nach Theisenort eingepfarrt.